# Divinum illud munus

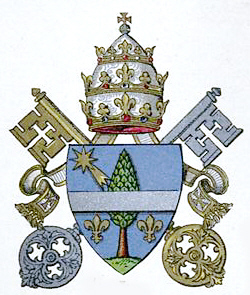
Wappen Papst Leos XIII.

Divinum illud munus (lat.: Jene göttliche Gabe) ist eine Enzyklika des Papstes Leo XIII. vom 9. Mai 1897 über die „Wertschätzung des Heiligen Geistes und seiner Gaben“.

## Vorgeschichte
Die italienische Ordensschwester Elena Guerra schrieb zwischen 1895 und 1903 zwölf vertrauliche Briefe an Papst Leo XIII., in denen sie ihn aufforderte, die Kirche durch eine neue Hinwendung zum Heiligen Geist zu erneuern. Leo reagierte mit diesem Lehrschreiben „Divinum illud munus“, in dem er zu einer neuen Wertschätzung des Heiligen Geistes und seiner Gaben aufrief. Am 1. Januar 1901 ließ er den Hymnus Veni creator spiritus singen, um das ganze Jahrhundert dem Heiligen Geist zu weihen.

## Inhalt
Um den Heiligen Geist zu verstehen, sei es zweckdienlich, von der allerheiligsten Dreifaltigkeit auszugehen. Sie sei das größte Geheimnis des Neuen Testamentes, aber auch der Urquell neutestamentlicher Offenbarung. Papst Leo XIII. erinnert daran, dass man von der Unterscheidung der göttlichen Personen in ihrer Eigentümlichkeit nicht auf einen Unterschied in ihrem göttlichen Wesen schließen dürfe; denn die eine göttliche Natur, alle göttlichen Vollkommenheiten und auch alle Werke nach außen seien dem Vater, dem Sohn und dem Heiligen Geist gemeinsam, denn das Wirken der allerheiligsten Dreifaltigkeit sei unteilbar. „Was der Vater tut, tut in gleicher Weise auch der Sohn und der Heilige Geist“.
„Der Heilige Geist aber ist die Endursache aller Dinge deshalb, weil, genau so wie am Ziel der Wille und im allgemeinen alles zur Ruhe kommt, der Heilige Geist, als das Gutsein Gottes und als die gegenseitige Liebe zwischen Vater und Sohn jene geheimnisvollen, für das Heil der Menschen bestimmten Werke zur letzten Vollendung führt, und zwar auf eine Weise, die Kraft und Milde verbindet. In ihm sind alle Dinge.“ (Divinum illud, 3).
Wenn man den Heiligen Geist vom Pfingstfest aus erschließe, müsse man auch auf die Verwandlung schauen, welche die Apostel erfahren hätten. Vorher hätten sie sich aus Furcht vor den Juden verborgen und seien wortlos gewesen. Nach der Erscheinung des Heiligen Geistes an Pfingsten hätten sie mit Freimut die Großtaten Gottes bekannt. Die Verheißung Jesu sei am Pfingsttage eingetreten, der Heilige Geist habe den Aposteln seinen Beistand übermittelt und die Weitergabe und Ausbreitung der Frohen Botschaft sichergestellt. Dieser gewährte Beistand habe sich auf die gesamte Kirche ausgebreitet und der Heilige Geist gelte als Helfer und Fürsprecher, der im Geheimnis und im Wirken der Kirche die geschichtliche Gegenwart des Erlösers und sein Heilswerk unaufhörlich fortsetze.
Geist und Kirche hingen insofern zusammen, als der Geist Geber und Wahrer der Kirche, der Gemeinschaft und der Vergebung genannt werde, die Früchte des Geistes seien. Der Geist sei als Schöpfer der Kirche in ihrer sakramentalen und institutionellen Wirklichkeit zu sehen. Der Einzelne könne mit dem Geist im Wesentlichen auf indirekte Weise in Verbindung treten, indem er am Heil des Instituts teilnehme, das vom Geist beseelt sei.
Leo preist die Wirksamkeit der Sieben Gaben des Heiligen Geistes, die „zum Gipfel der Heiligkeit hinaufführen“, als den übernatürlichen Unterbau des ganzen geistlichen Lebens, besonders aber seiner Kulmination in der vollendeten Mystik.

## Rezeption
Zu Pfingsten 1996 hat Papst Johannes Paul II. wiederum eine Enzyklika über den Heiligen Geist herausgegeben. Sie trägt den Titel Dominum et Vivificantem und legt den biblischen Befund aus, um das Geheimnis des Heiligen Geistes zu erschließen, der auch für den Übergang ins nächste Jahrtausend große Bedeutung haben solle.